# 中国鉄路高速
中国高速鉄路（ちゅうごくこうそくてつろ、簡体字中国語: 中国高速铁路、繁体字中国語: 中國高速鐵路、英語: China Railway High-speed、CRH）は、中国鉄路総公司が運営している中華人民共和国の高速鉄道システムである。車両は和諧号（わかいごう、簡体字中国語: 和谐号、繁体字中国語: 和諧號、英語: Hexie Hao、CRH）と復興号（ふっこうごう、簡体字中国語: 复兴号、繁体字中国語: 復興號、英語: Fuxing Hao、CR）が運用されている。

## 概要
中国鉄路高速（以下CRH）は第6次鉄道高速化計画として運行を開始した。2025年時点で34の一級行政区のうち31で運行され、総延長は全世界の高速鉄道の総延長の7割超にあたる48,000 km、2024年の旅客輸送量は32億7,200万人である。2024年時点では、人口50万人以上の都市の96%に高速鉄道が通じており、マカオ特別行政区とチベット自治区を除く一級行政区がそのネットワークに組み込まれている。
車両は和諧号と復興号を運用する。最高速度は2010年9月にCRH380Aが416.6 km/h、2011年1月にCRH380BLが487.3 km/h、それぞれ記録した。2017年にCR400AF・CR400BF（CR型）が復興号として運用を開始した。

## 路線

### 「四縦四横」旅客専用線
四縦（南北方向）

「四縦四横」高速鉄道網

- 京滬旅客専用線：北京から上海を結ぶ路線で、京滬高速鉄道・合蚌旅客専用線・寧杭旅客専用線から構成される。
- 京港旅客専用線：北京から香港を結ぶ路線で、京石旅客専用線・石武旅客専用線・武広旅客専用線・広深港旅客専用線から構成される。
- 京哈旅客専用線：北京からハルビンを結ぶ路線で、京瀋旅客専用線・哈大旅客専用線・盤営旅客専用線から構成される。
- 杭福深旅客専用線：杭州から深圳を結ぶ路線で、杭甬旅客専用線・甬台温線・温福線・福廈線・廈深線から構成される。

四横（東西方向）
- 青太旅客専用線：青島から太原を結ぶ路線で、膠済旅客専用線・石済旅客専用線・石太旅客専用線から構成される。
- 徐蘭旅客専用線：徐州から蘭州を結ぶ路線で、鄭徐旅客専用線・鄭西旅客専用線・西宝旅客専用線・宝蘭旅客専用線から構成される。
- 滬漢蓉旅客専用線：上海から成都を結ぶ路線で、滬寧都市間鉄道・合寧線・合武線・漢宜線・宜万線・渝利線・遂渝線・遂成線・成渝旅客専用線から構成される。
- 滬昆旅客専用線：上海から昆明を結ぶ路線で、滬杭旅客専用線・杭長旅客専用線・長昆旅客専用線から構成される。

### 「八縦八横」旅客専用線
八縦（南北方向）

「八縦八横」高速鉄道網

- 沿海通道：丹東 - 大連 - 秦皇島 - 天津 - 東栄 - 濰坊 - （煙台） - 青島 - 連雲港 - 塩城 - 南通 - 上海 - 寧波 - 福州 - 廈門 - 深圳 - 湛江 - 北海（防城港）
- 京滬通道：北京 - 天津 - 済南 - 徐州 - 南京（合肥） - 上海（杭州）、（北京 - 天津 - 東栄 - ）濰坊 - 臨沂 - 淮安 - 揚州 - 南通 - 上海
- 京港（台）通道：北京 - 衡水 - 菏沢 - 商丘 - 阜陽 - 合肥（黄岡） - 九江 - 南昌 - 贛州 - 深圳 - 香港（西九龍）、合肥 - 福州、南昌 - 福州（莆田）
- 京哈～京港澳通道：ハルビン - 長春 - 瀋陽 - 北京 - 石家荘 - 鄭州 - 武漢 - 長沙 - 広州 - 深圳（珠海） - 香港
- 呼南通道：フフホト - 大同 - 太原 - 鄭州/洛陽 - 襄陽 - 常徳 - 益陽 - 邵陽 - 永州 - 桂林 - 南寧
- 京昆通道：北京 - 石家荘 - 太原 - 西安 - 成都 - 昆明
- 包（銀）海通道：包頭 - 延安 - 西安 - 重慶 - 貴陽 - 南寧 - 湛江 - 海口
- 蘭（西）広通道：蘭州（西寧） - 成都 - 貴陽 - 広州

八横（東西方向）
- 綏満通道：綏芬河 - 牡丹江 - ハルビン - チチハル - ハイラル - 満洲里
- 京蘭通道：北京 - フフホト - 銀川 - 蘭州
- 青銀通道：青島 - 済南 - 石家荘 - 太原 - 銀川
- 陸橋通道：連雲港 - 徐州 - 鄭州 - 洛陽 - 西安 - 蘭州 - 西寧 - ウルムチ
- 沿江通道：上海 - 南京 - 合肥 - 武漢 - 宜昌 - 重慶 - 成都、南京 - 安慶 - 九江 - 武漢、万州 - 達州 - 遂寧 - 成都
- 滬昆通道：上海 - 杭州 - 南昌 - 長沙 - 貴陽 - 昆明
- 廈渝通道：廈門 - 竜岩 - 贛州 - 長沙 - 常徳 - 張家界 - 黔江 - 重慶
- 広昆通道：広州 - 南寧 - 昆明

### 都市間鉄道
主に以下の地域において運行·計画されている。
- 京津冀都市間鉄道網 - 北京を中心とする首都圏
- 長江デルタ地域における都市間鉄道 - 上海を中心とする長江下流域
- 粤港澳大湾区都市間鉄道 - 広州及び深圳を中心とする珠江デルタ地域
- 中原都市群都市間鉄道 - 鄭州を中心とする中原地域
- 武漢都市圏都市間鉄道 - 武漢を中心とする湖北省東部
- 成都市域鉄道 - 成都を中心とする成都平原

この他にも多数の路線が存在する。

## 車両

### 和諧号

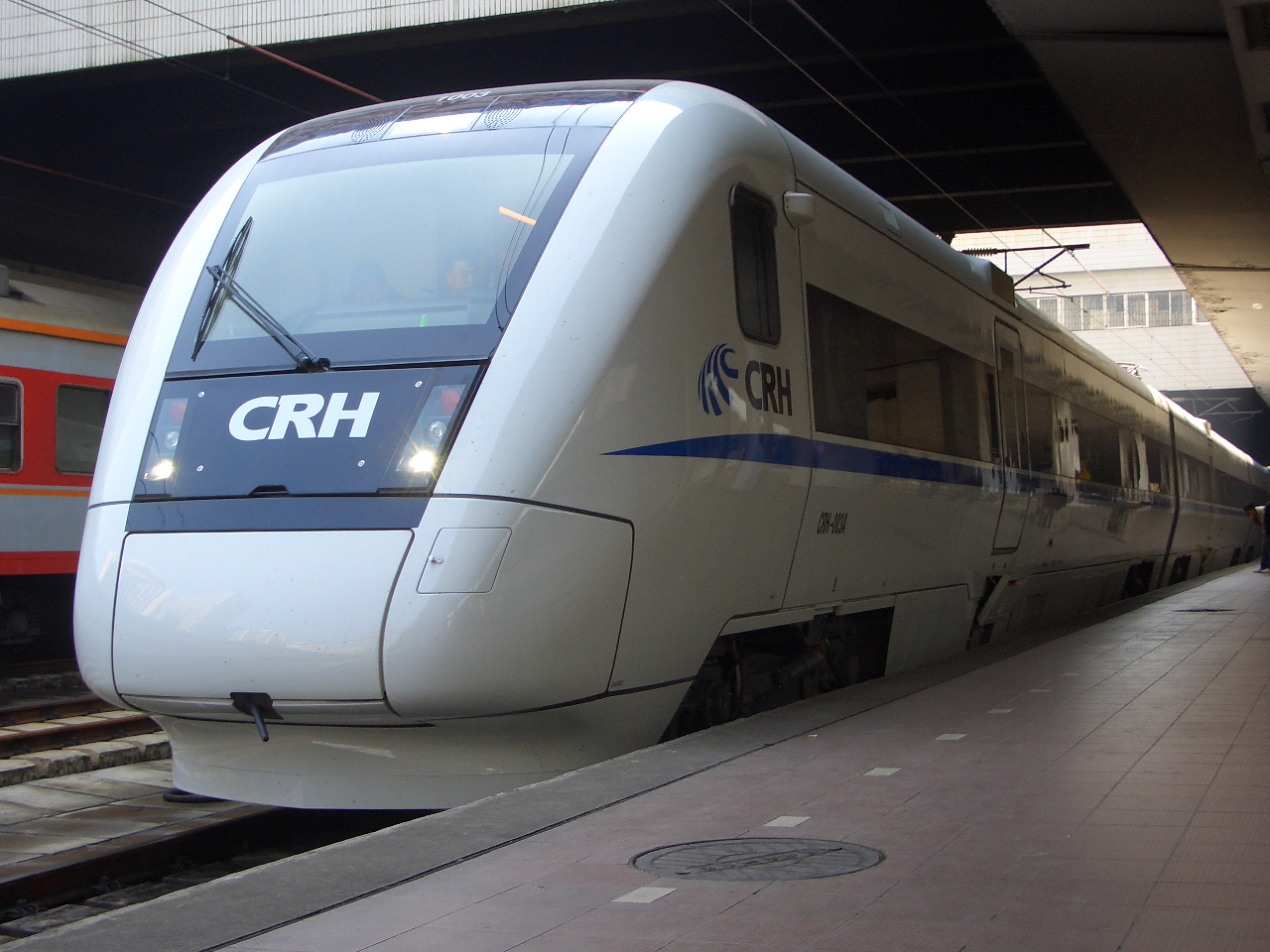
CRH1A
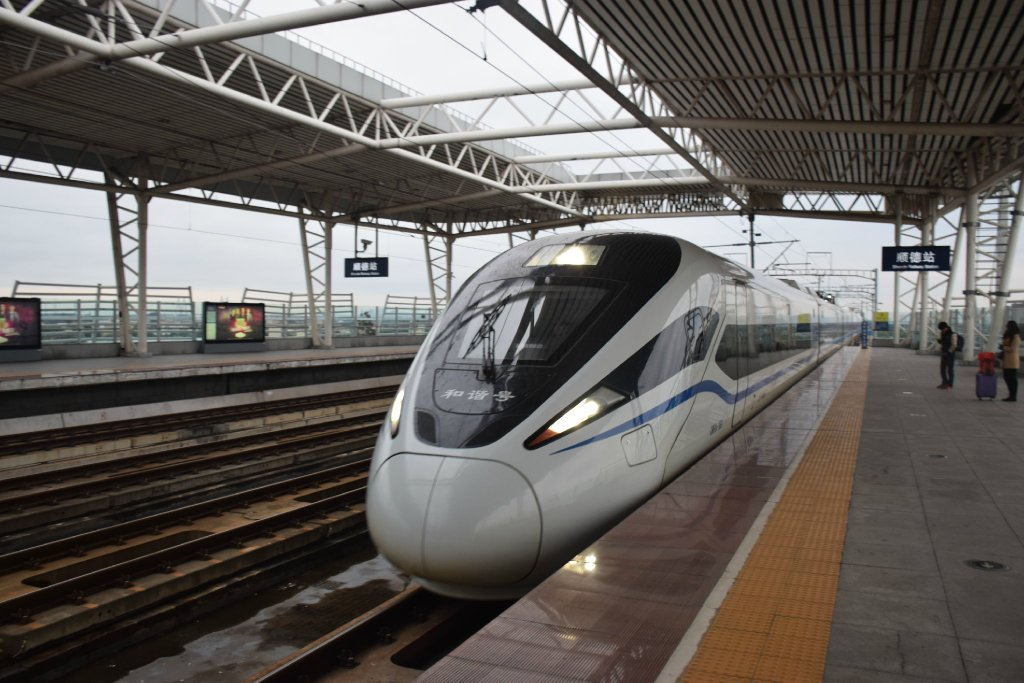
CRH1A-A
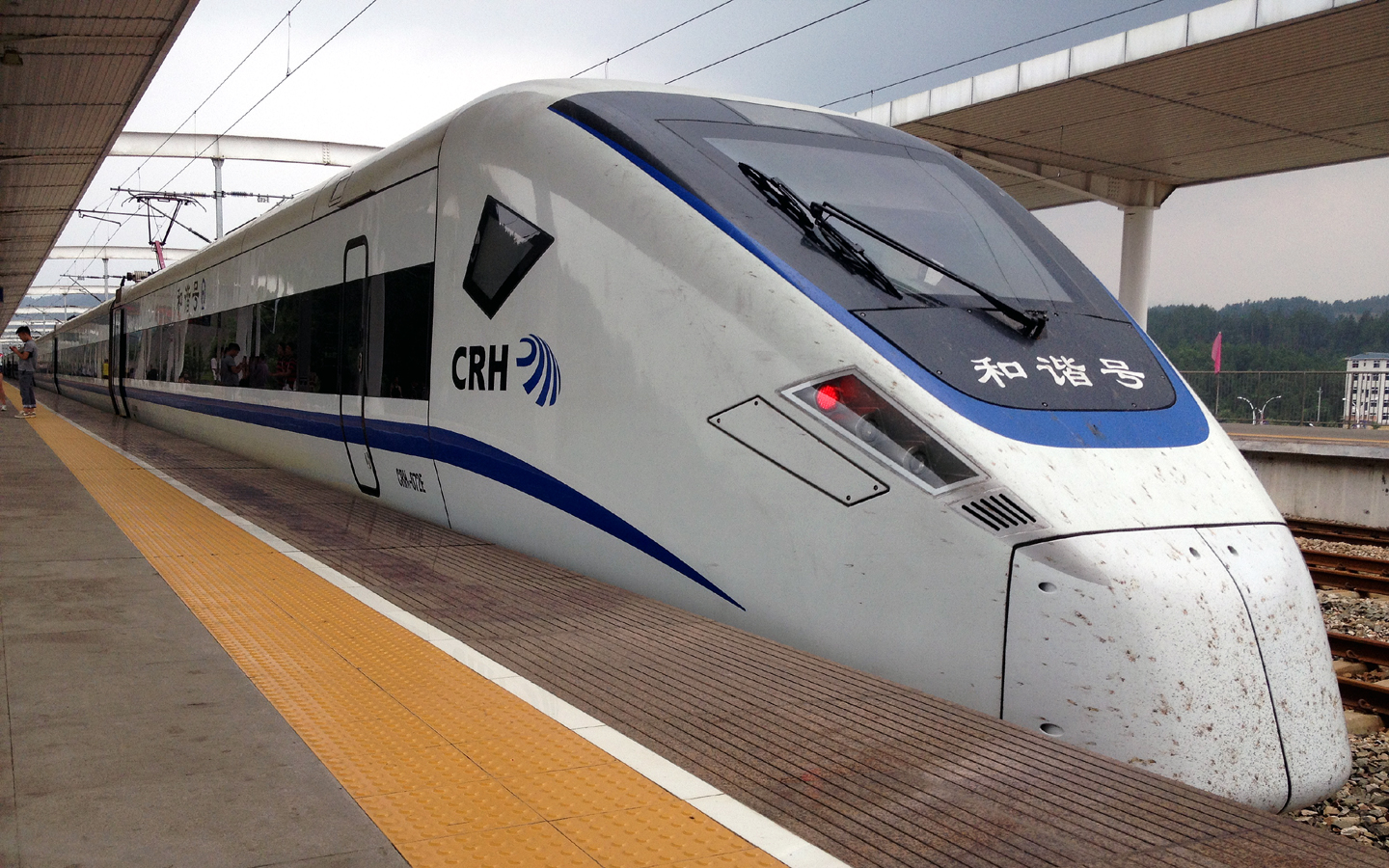
CRH1E
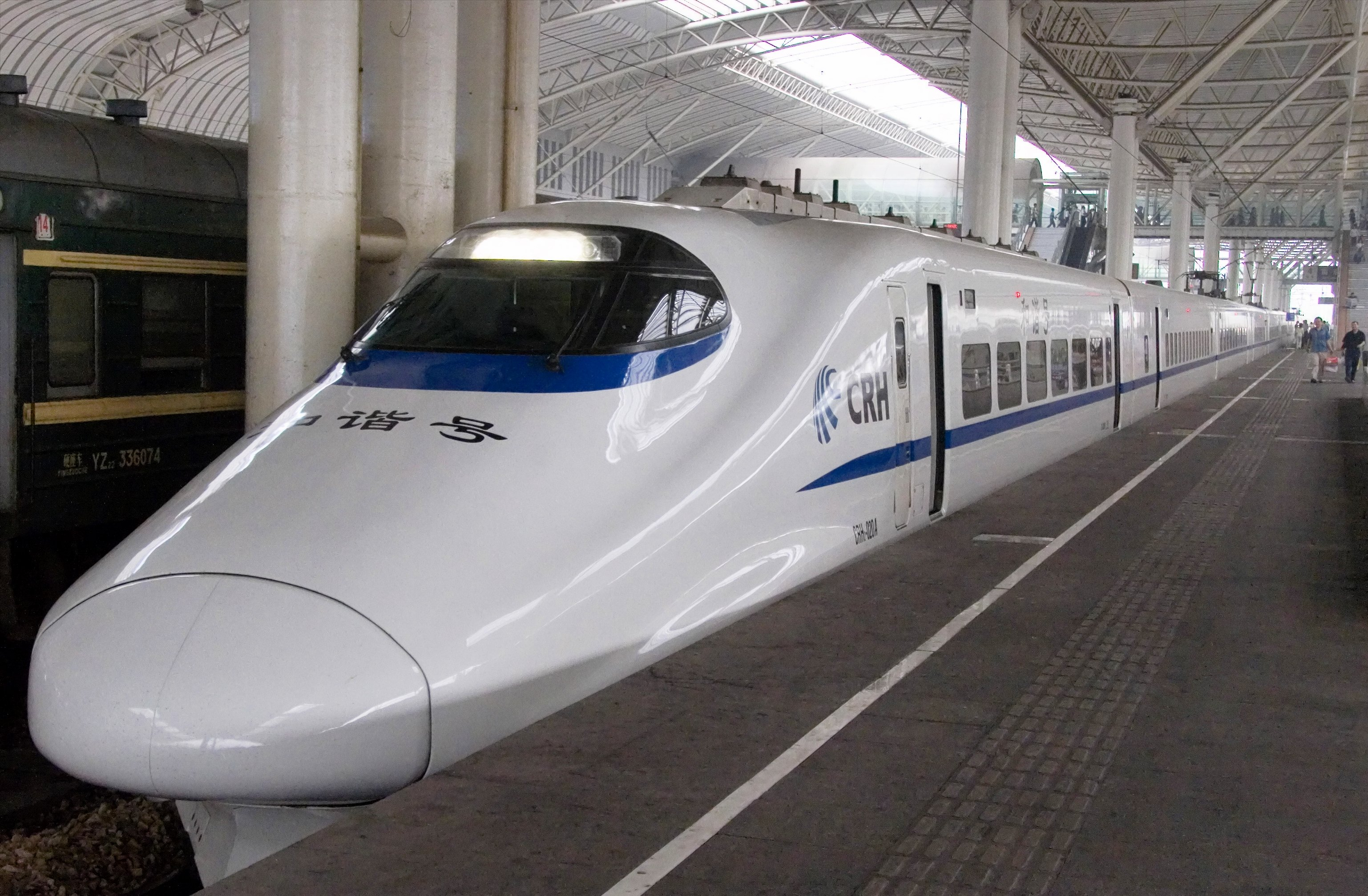
CRH2
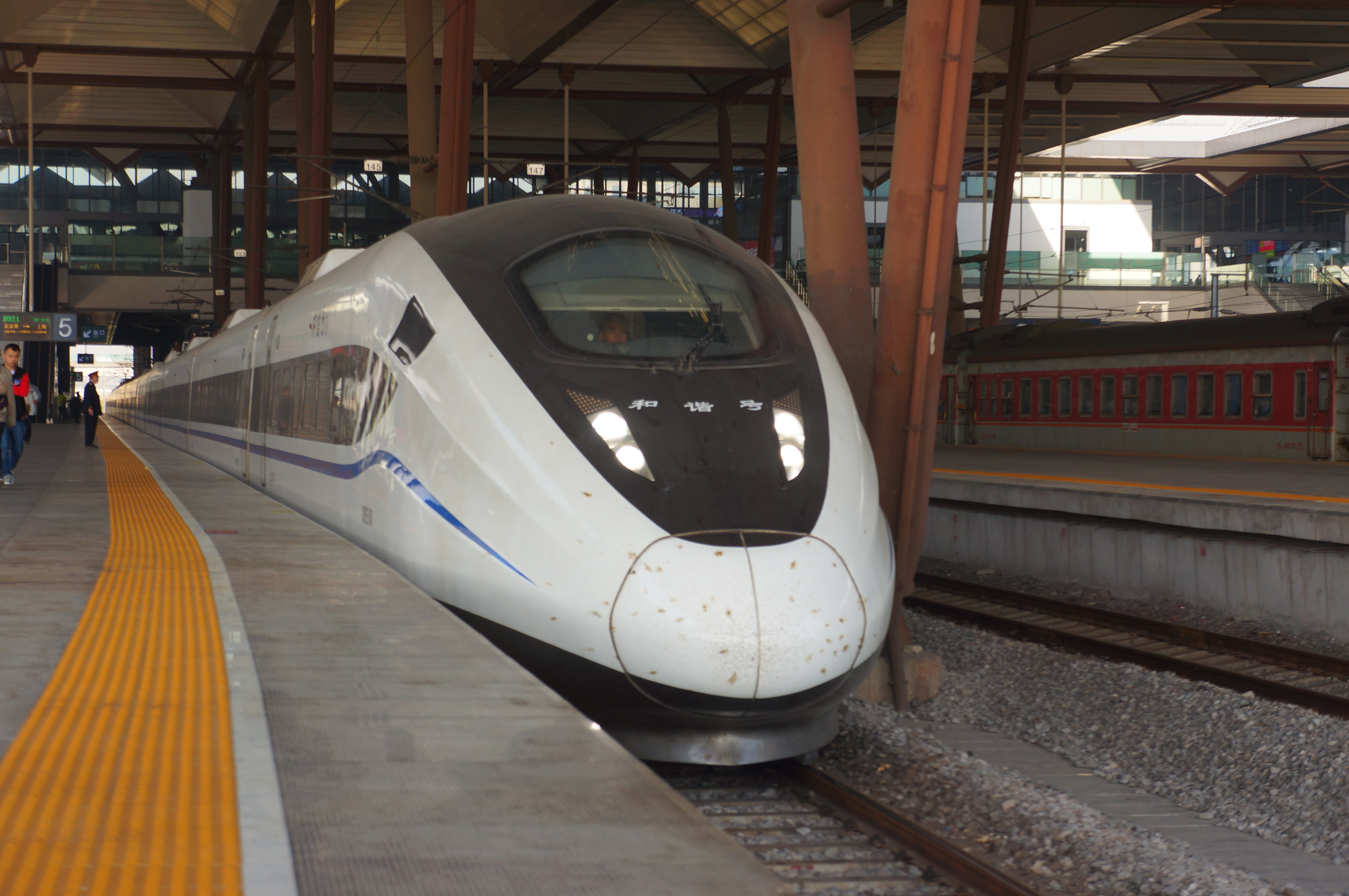
CRH2E 2015年以降の製造車両
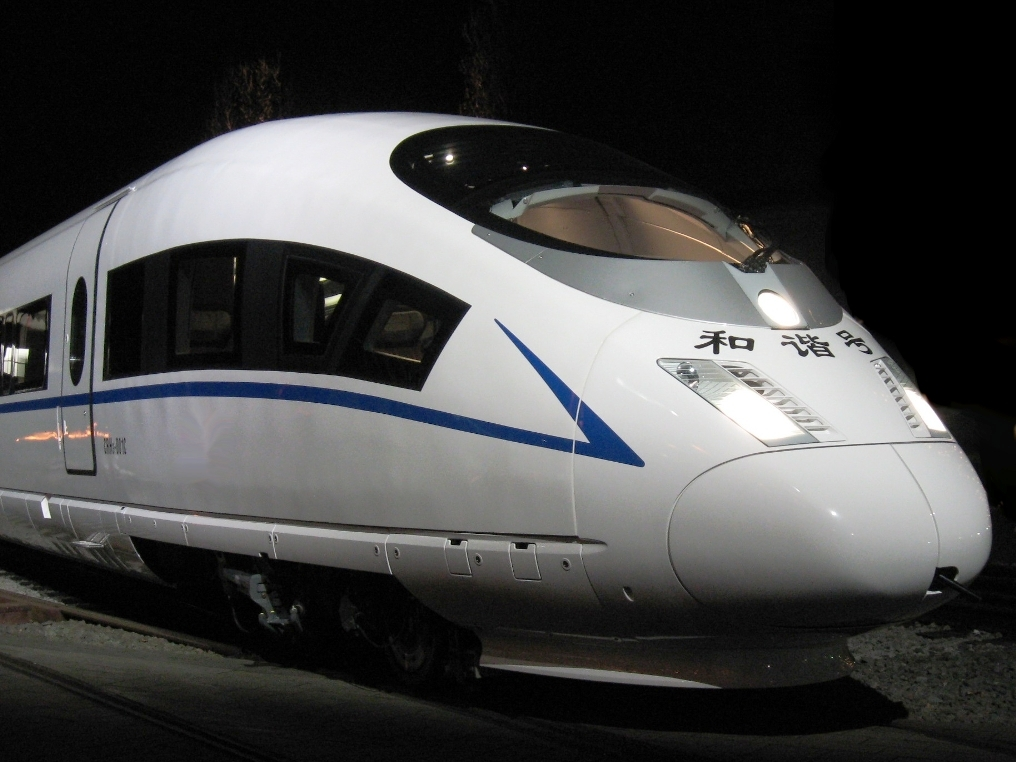
CRH3C
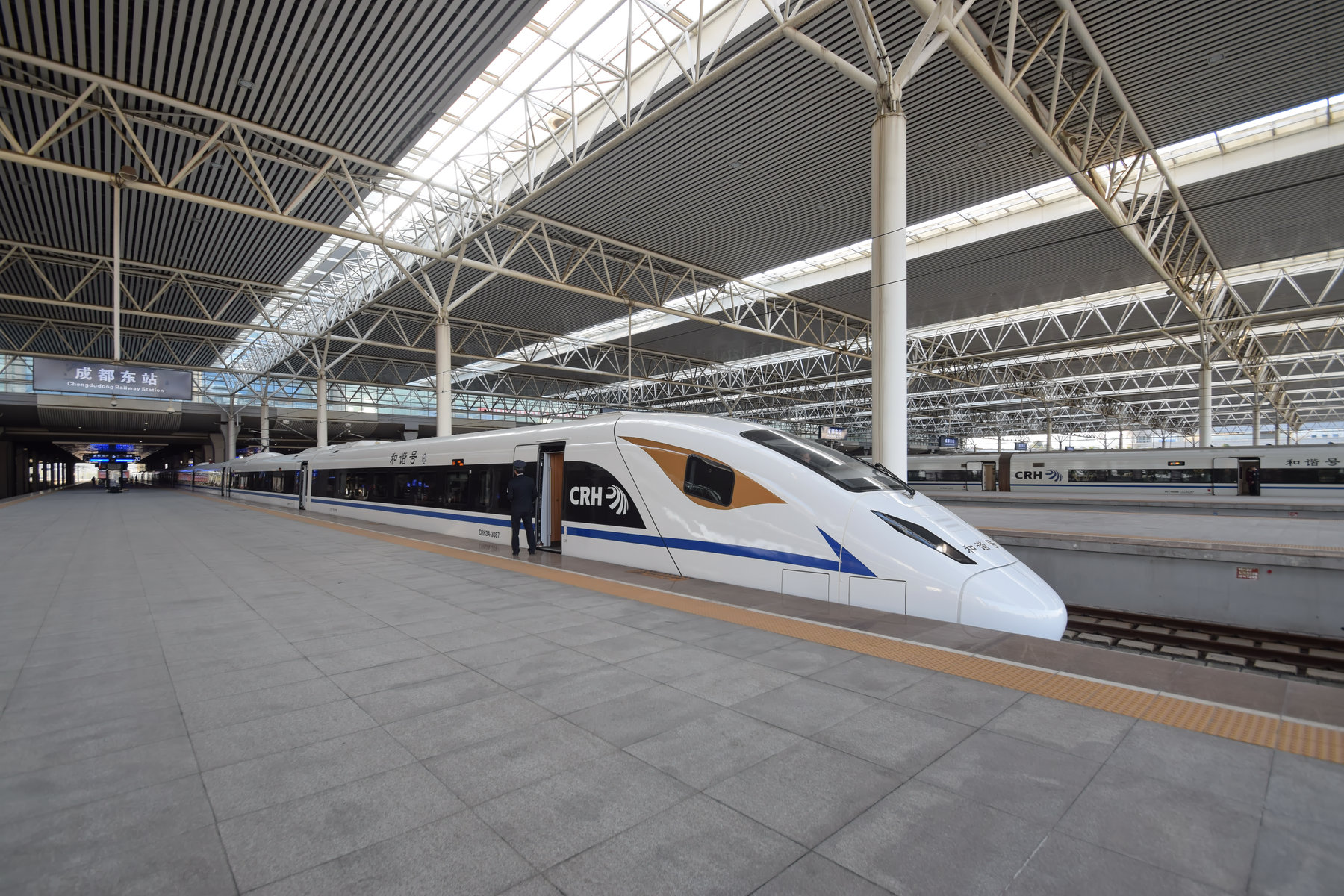
CRH3A
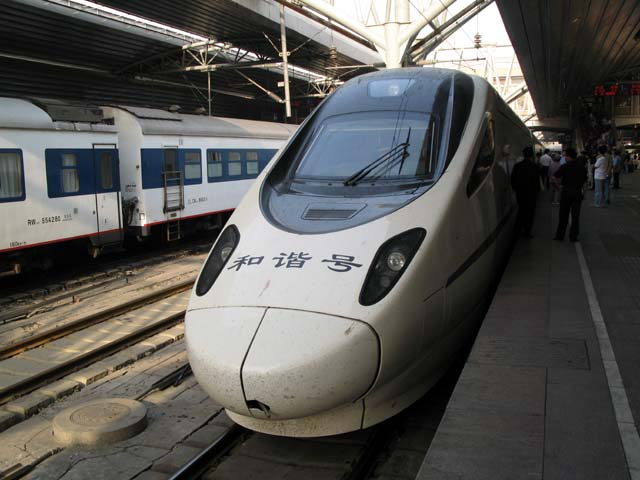
CRH5
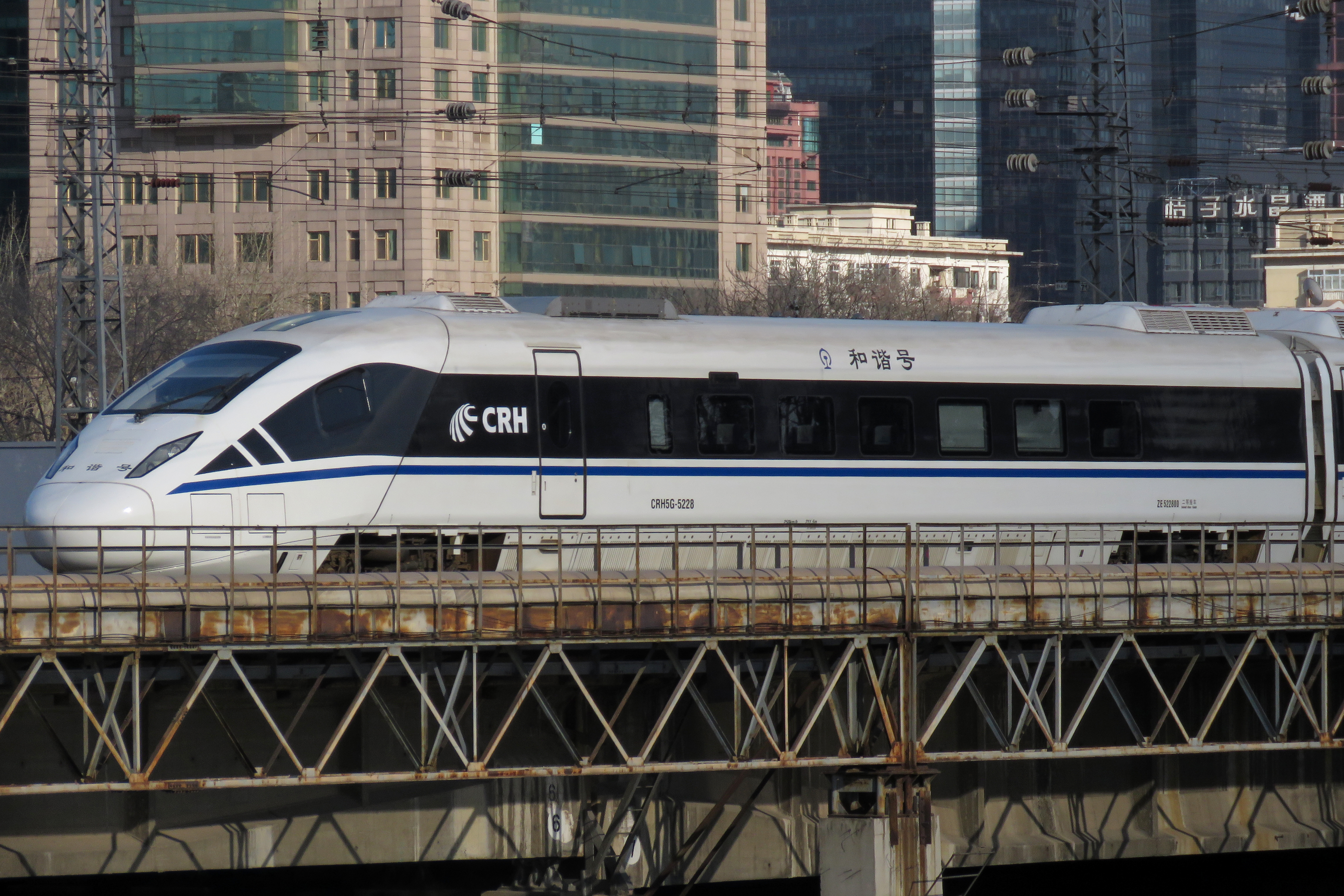
CRH5G 2017年以降の製造車両
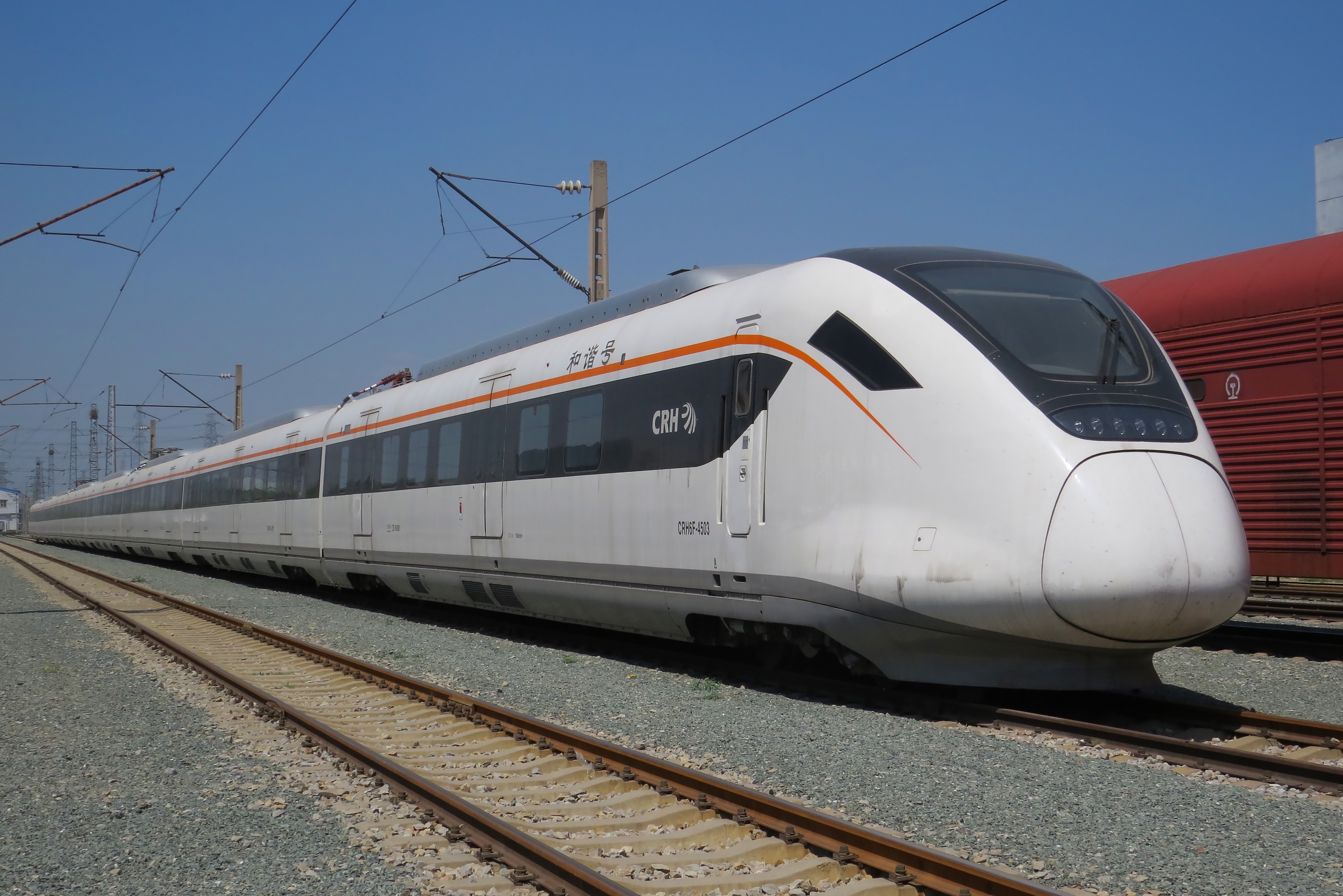
CRH6F
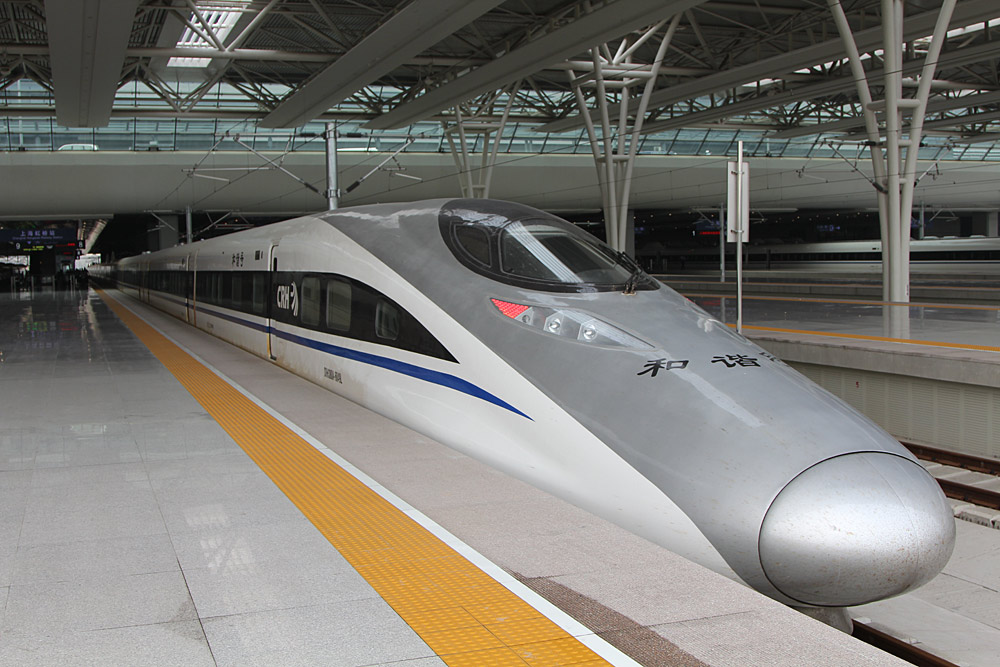
CRH380AL
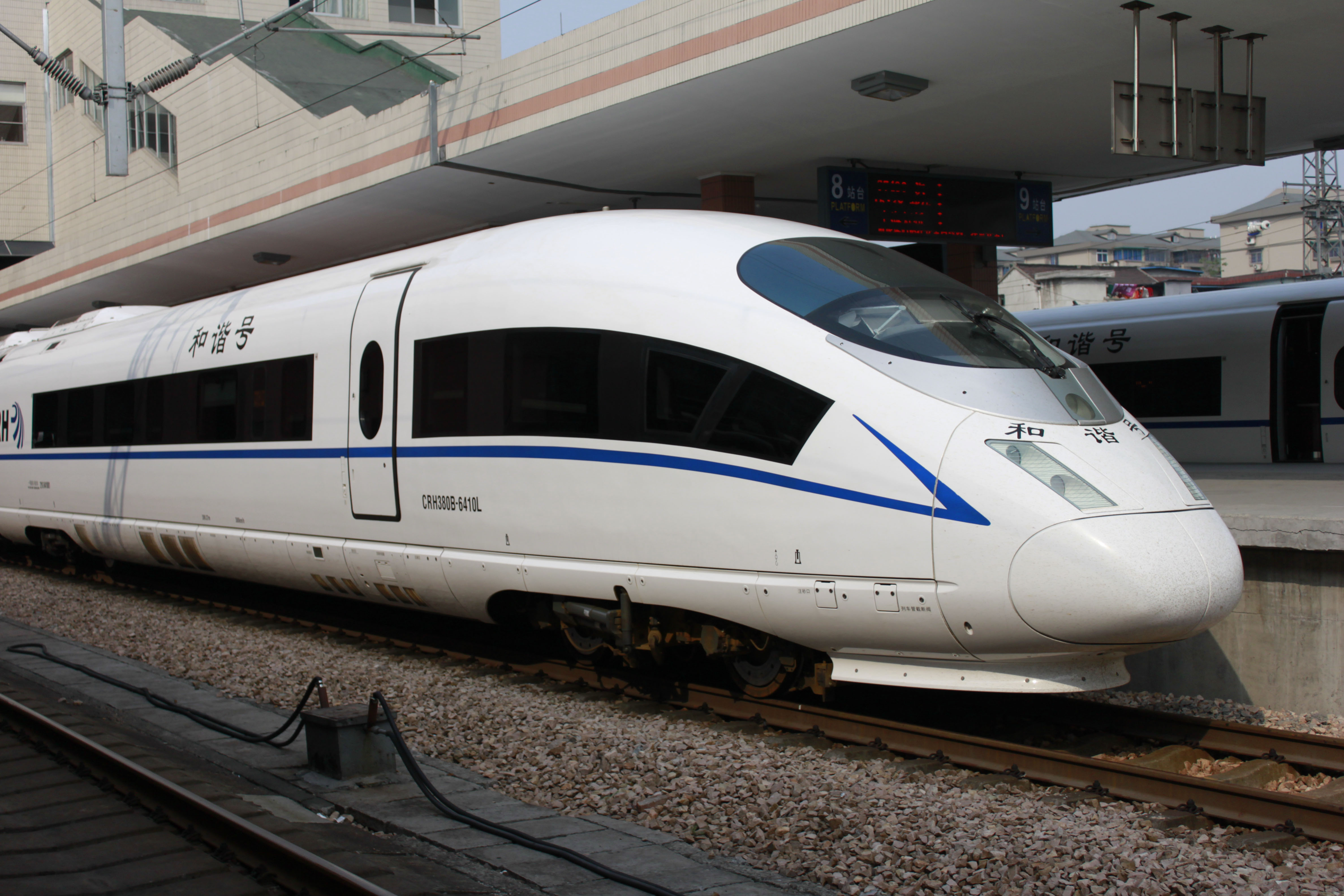
CRH380BL
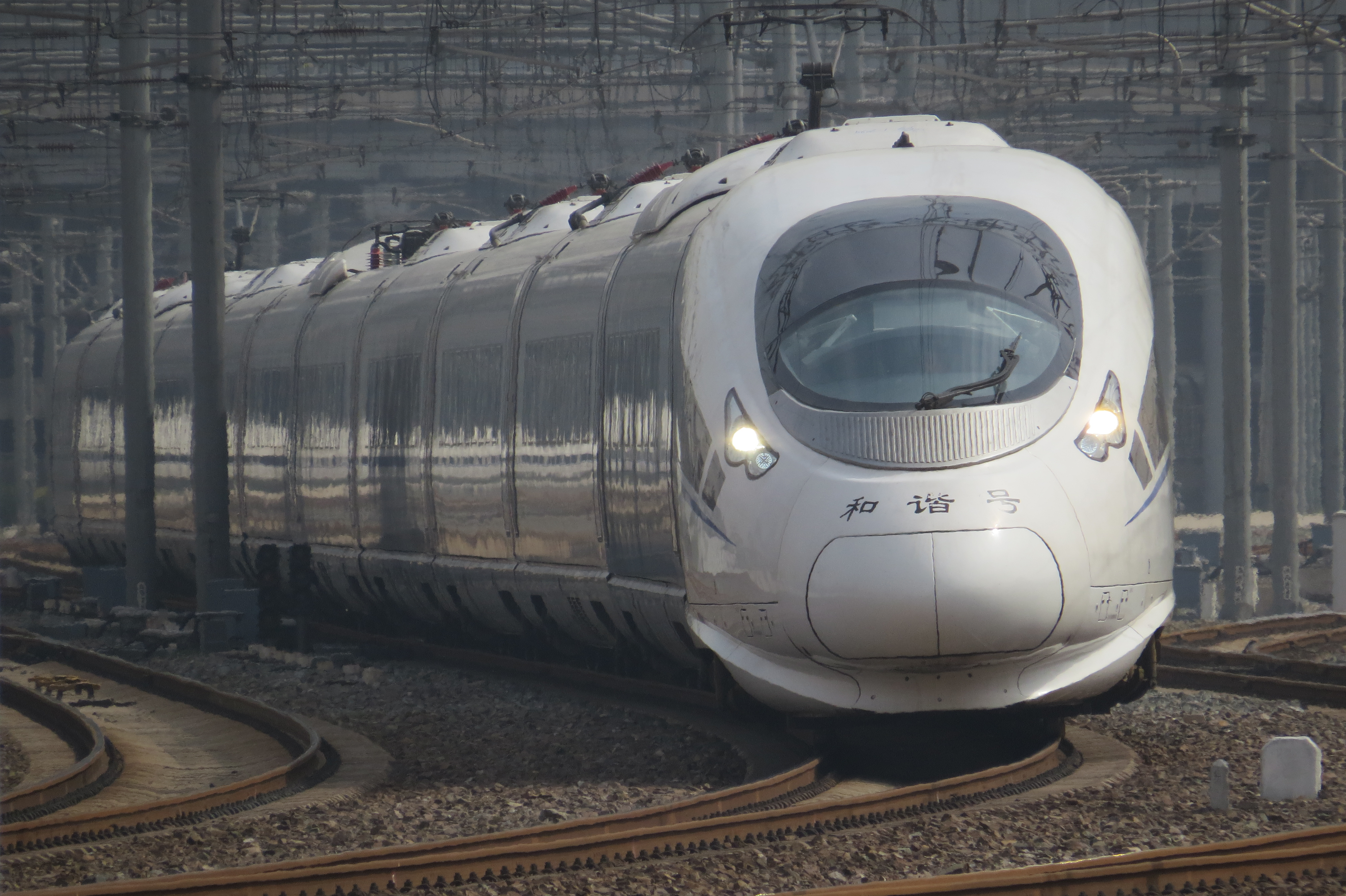
CRH380CL
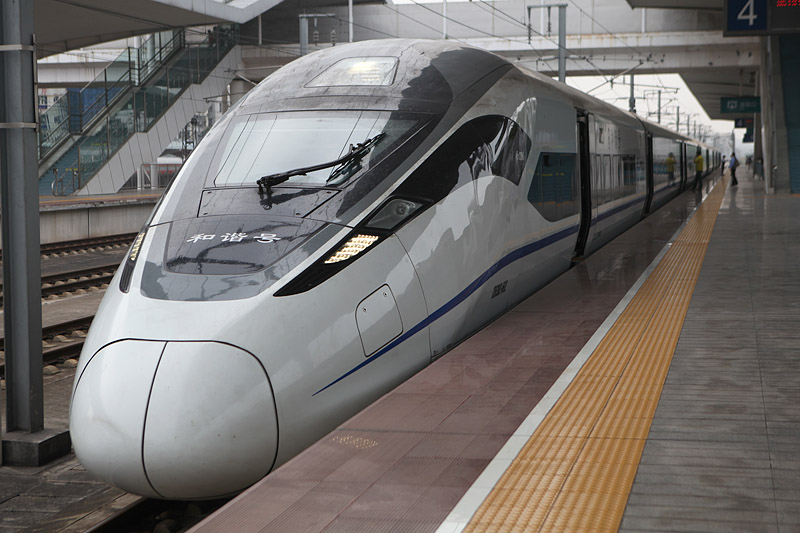
CRH380D

- CRH1 - ボンバルディア・トランスポーテーションの Regina 、Zefiro250がベース。 
  - CRH1A - Reginaベースの8両編成。
  - CRH1A-A - Zefiro250NGベースの8両編成。CRH1Aの増備車。
  - CRH1B - Regina、Zefiro250ベースの16両編成。
  - CRH1E - Zefiro250ベースの16両編成。一部車両を除き寝台車で構成される。
  - CRH1E-250 - Zefiro250NGベースの16両編成。一部車両を除き寝台車で構成される。
- CRH2 - 日本・川崎重工業車両カンパニーの新幹線E2系電車がベース。 
  - CRH2A - 8両編成。
  - CRH2B - 16両編成。
  - CRH2C - 8両編成。CRH2Aと編成やデザイン、最高速度が異なる。
  - CRH2E - 16両編成。一部車両を除き寝台車で構成される。2015年以降に製造された車両はデザインが変更されている。
  - CRH2G - 8両編成。耐寒設備を備えており、それまでの車両からデザインが変更されている。
- CRH3 - ドイツ・シーメンスのヴェラロ (ICE3) がベース。 
  - CRH3A - 8両編成。最高速度250km/hでCRH3Cとはデザインが異なる。
  - CRH3C - 8両編成。
- CRH5 - フランス・アルストムの ペンドリーノ (ETR600) がベース。
  - CRH5A - 8両編成。
  - CRH5G - 8両編成。耐寒設備を備えている。2017年以降の増備車はデザインが変更されている。
  - CRH5E - 16両編成。一部車両を除き寝台車で構成される。デザインが大幅に変更されている。
- CRH6 - 都市間鉄道中距離電車として開発された車両。生産は南車集団四方機車車両と南京浦鎮車両。
  - CRH6A - 8両編成。最高速度は200km/h。
  - CRH6F - 8両編成。最高速度は160km/h。
  - CRH6S - 4両編成。最高速度は140km/h。
- CRH380A - CRH2がベース。生産は南車集団四方機車車両。
  - CRH380A - 8両編成。
  - CRH380AL - 16両編成。
- CRH380B - CRH3がベース。生産は北車唐山および北車長春車両。
  - CRH380B - 8両編成。
  - CRH380BL - 16両編成。
- CRH380C - CRH3がベース。生産は北車長春車両。
  - CRH380CL - 16両編成。
- CRH380D - ボンバルディア・トランスポーテーションのZefiro380がベース。
  - CRH380D - 8両編成。

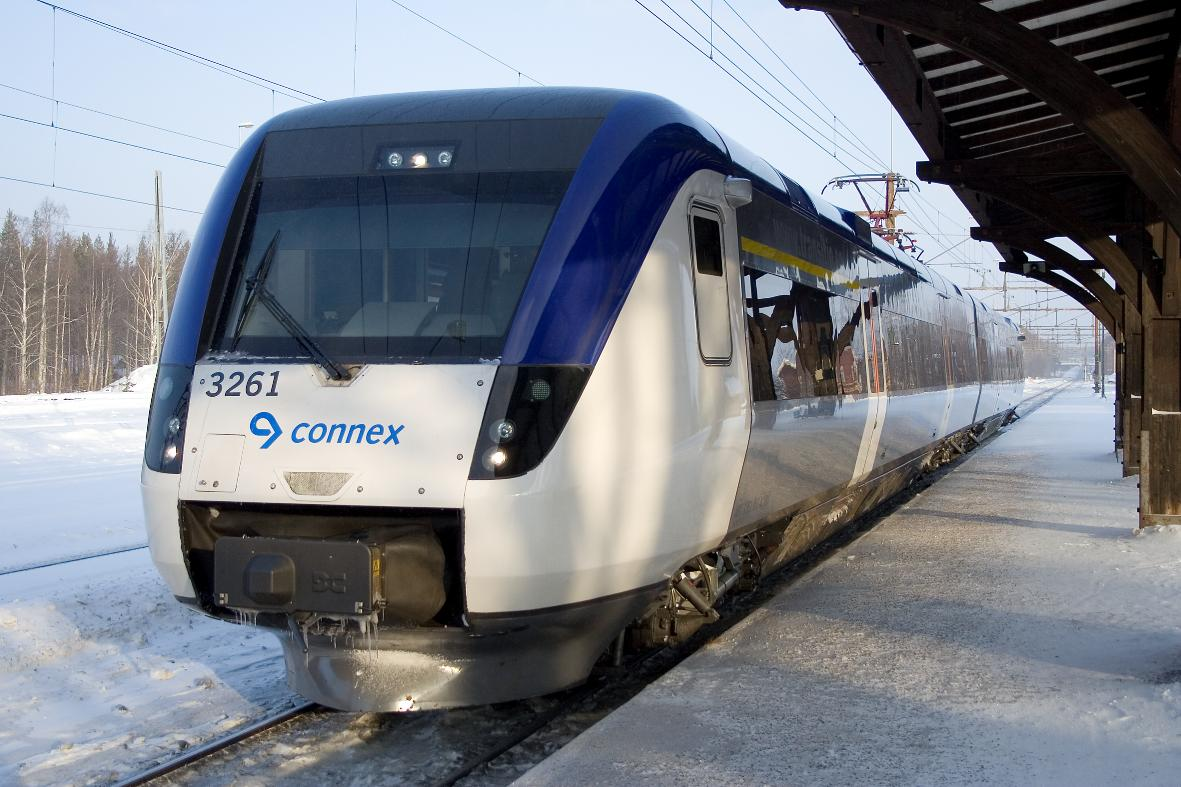
CRH1系列のベースになったRegina
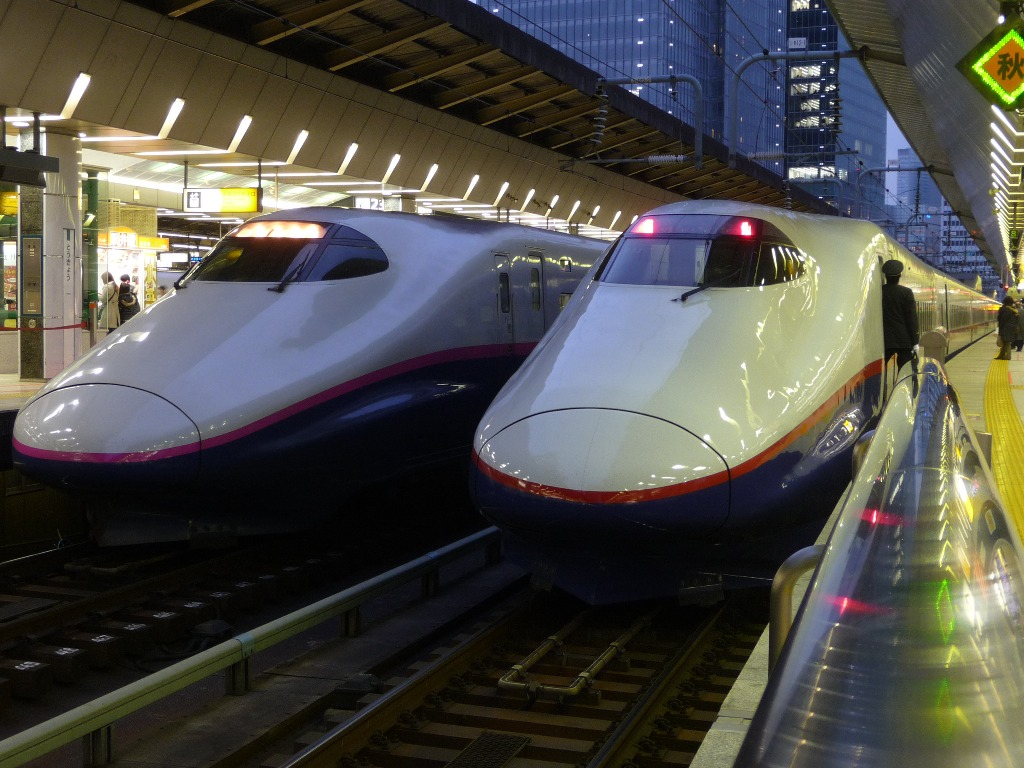
CRH2系列のベースになった新幹線E2系電車
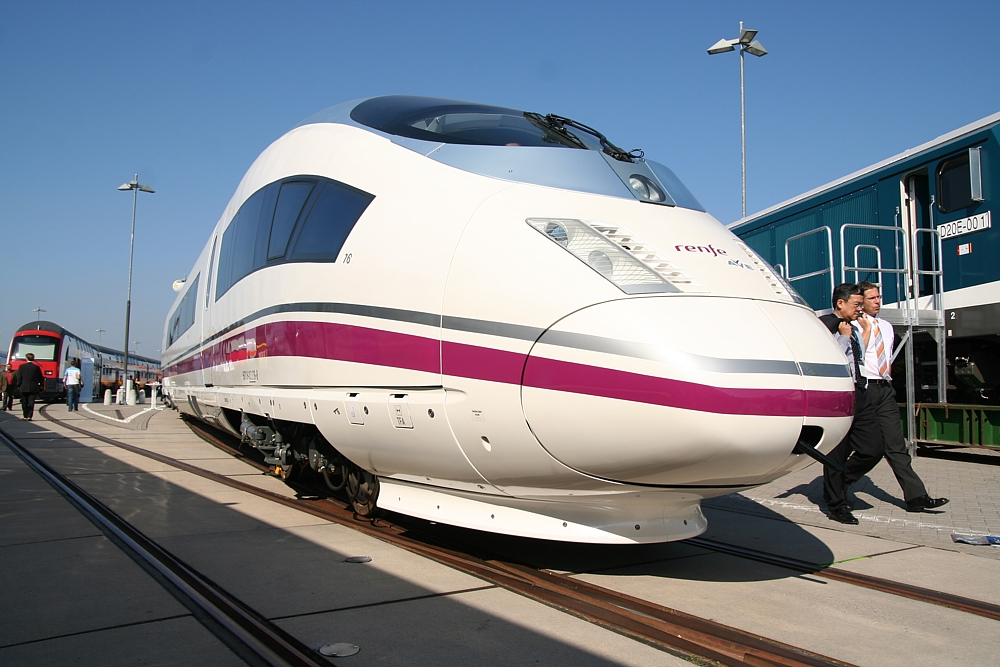
CRH3系列のベースになったヴェラロ
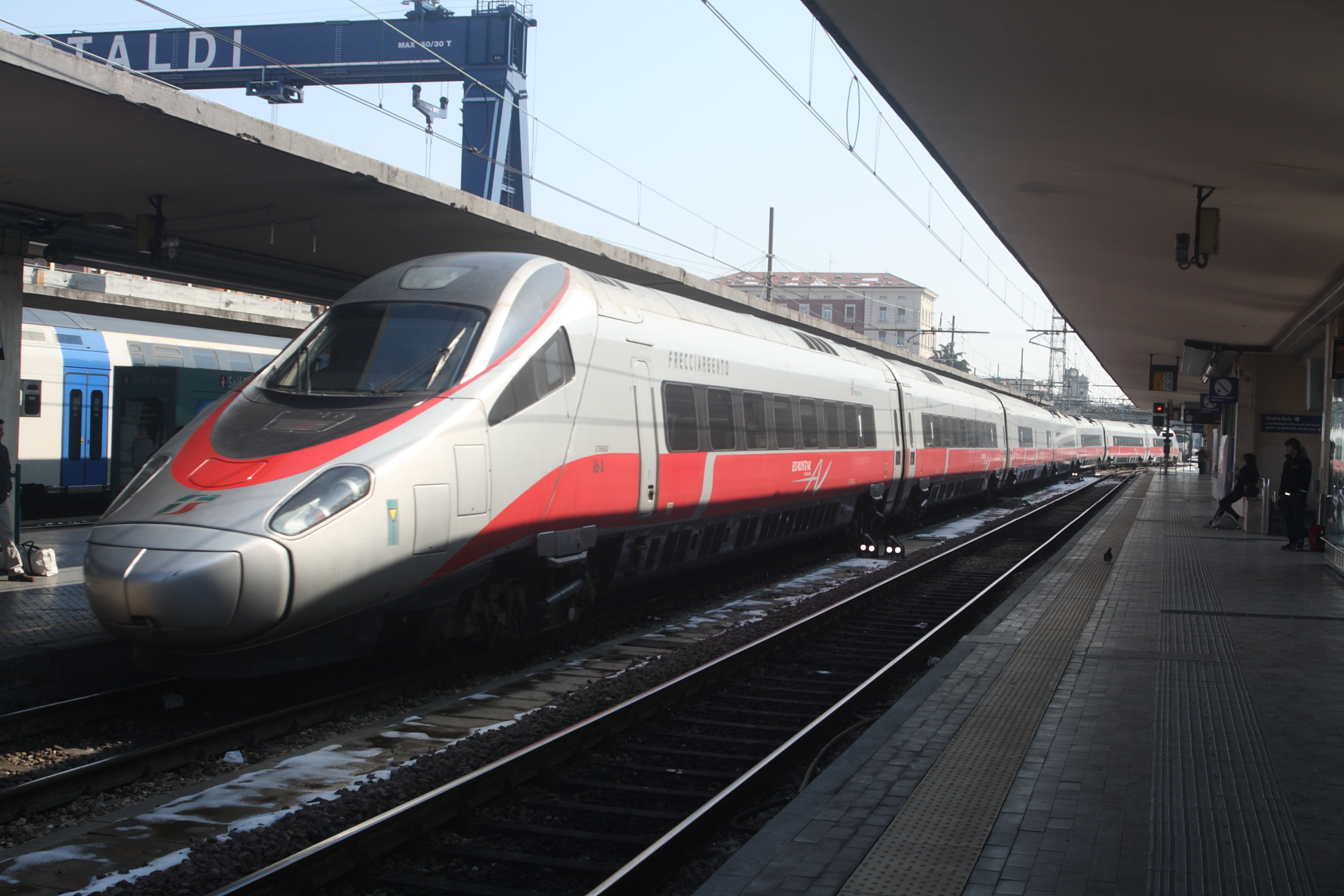
CRH5系列のベースになったETR600

### 復興号

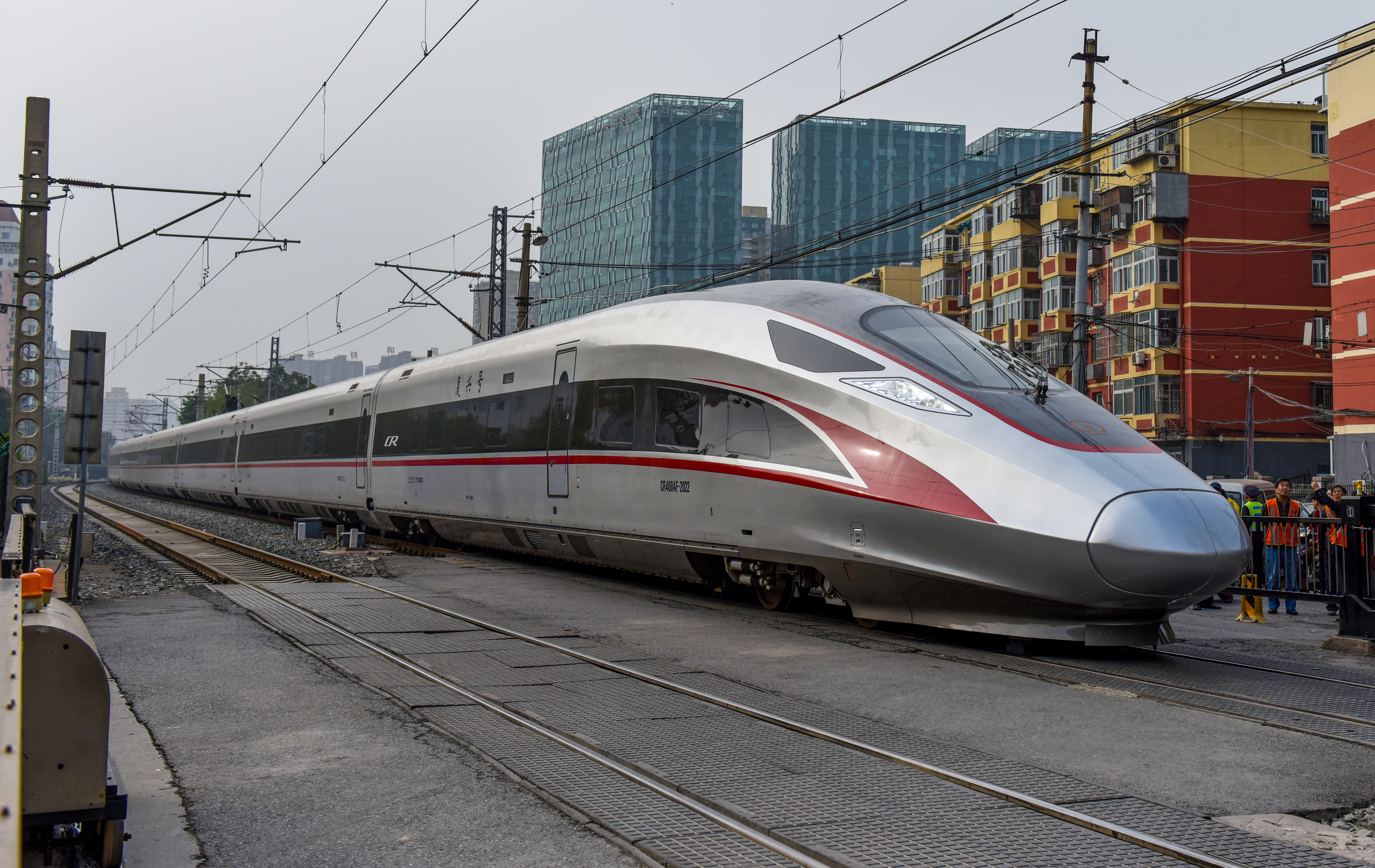
CR400AF
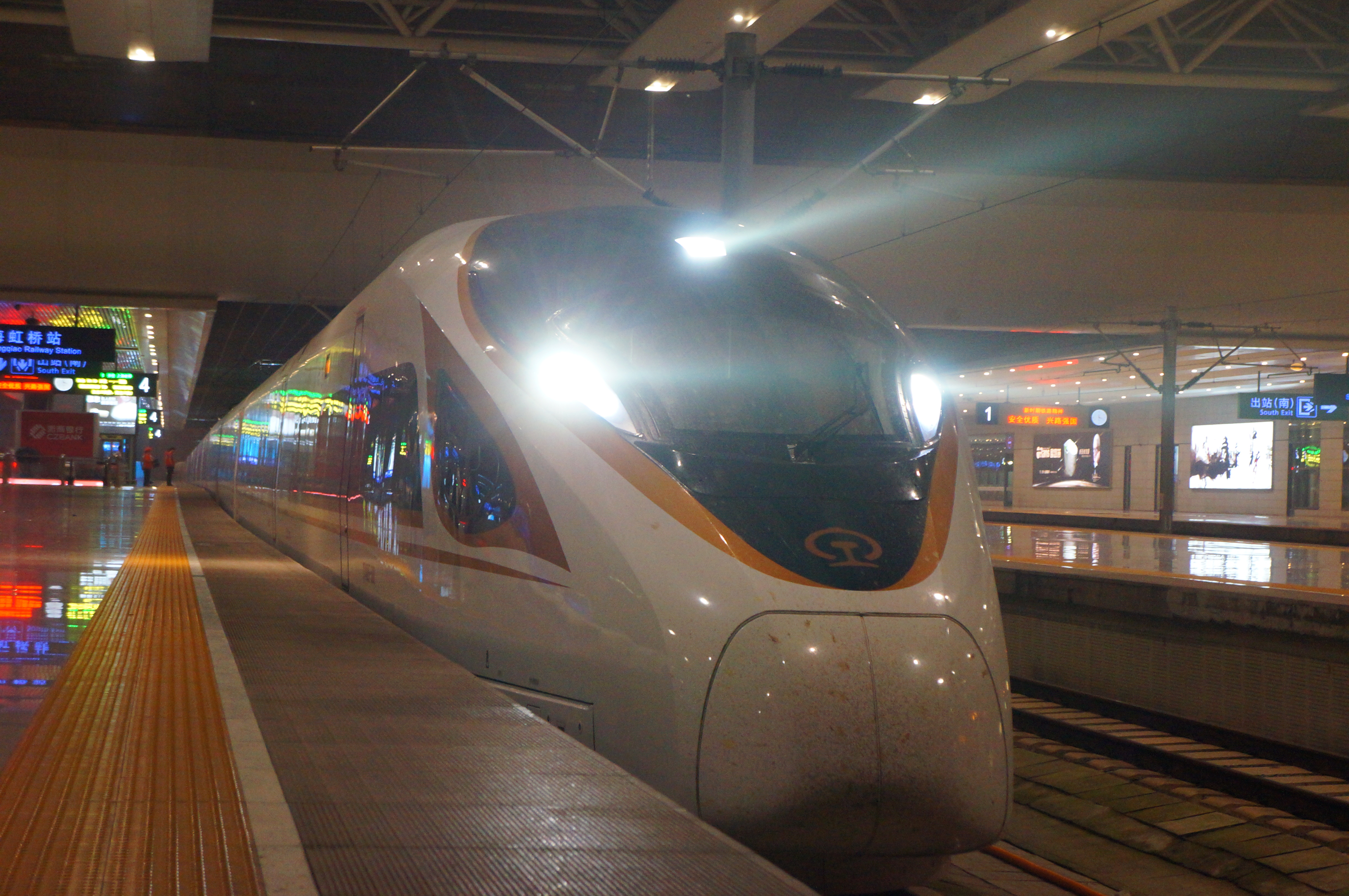
CR400BF
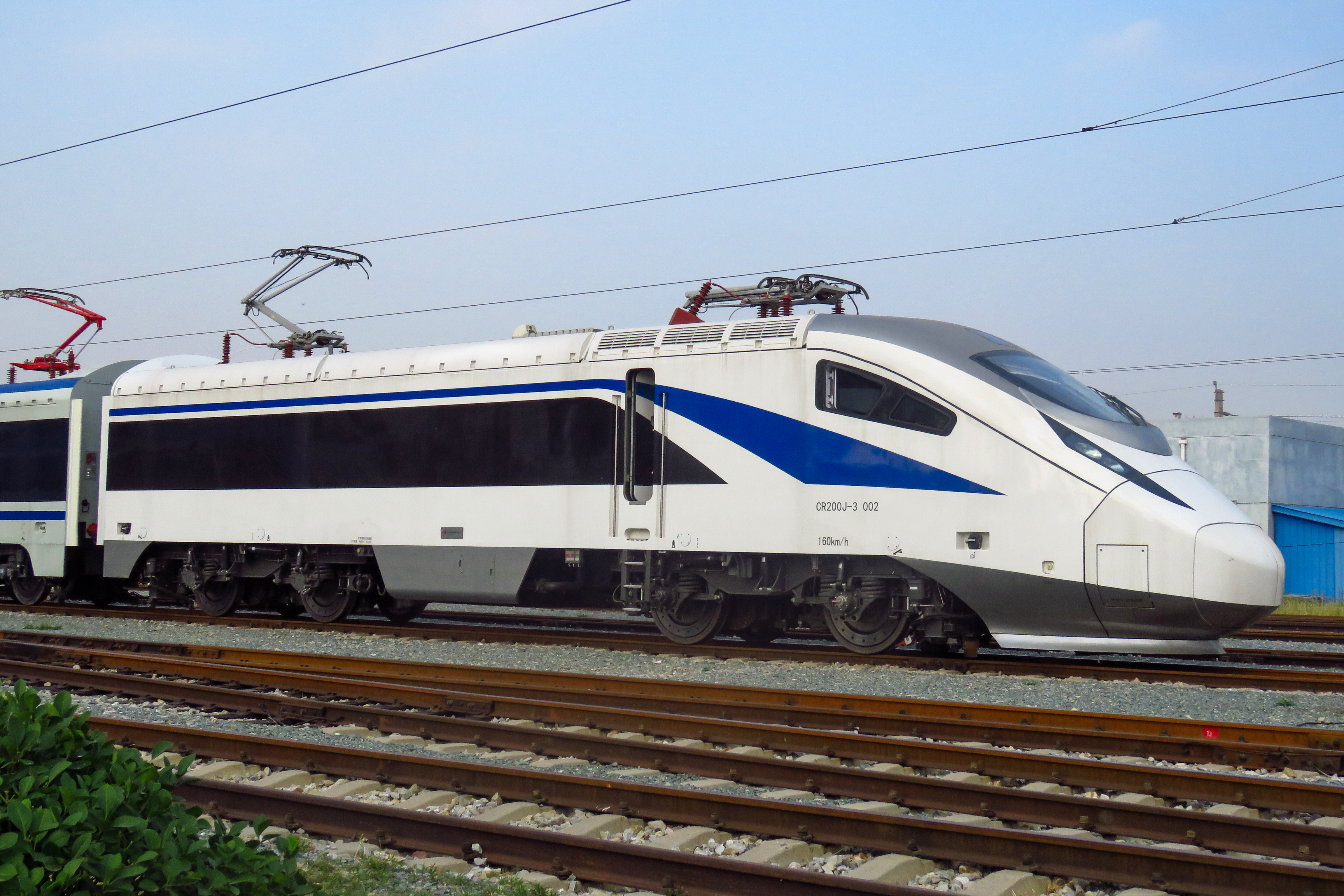
CR200J

- CR400AF - 最高速度350km/h対応、8両編成。生産は青島四方機車車輛・青島四方ボンバルディア鉄路運輸設備（中国語版）。
  - CR400AF-A - 16両編成。
  - CR400AF-B - 17両編成[6]。
  - CR400AF-C - ATO付きスマート仕様。
  - CR400AF-G - 寒冷地仕様。
  - CR400AF-Z - スマート仕様。
  - CR400AF-AZ - 16両編成スマート仕様。
  - CR400AF-BZ - 17両編成スマート仕様。
  - CR400AF-S - 技術向上型スマート仕様。
  - CR400AF-AS - 16両編成技術向上型スマート仕様，特別一等席付き。
  - CR400AF-BS - 17両編成技術向上型スマート仕様，特別一等席付き。
  - CR400AF-AE - 16両編成スマート寝台仕様。
- CR400BF - 最高速度350km/h対応、8両編成。生産は長春軌道客車・唐山軌道客車。
  - CR400BF-A - 16両編成。
  - CR400BF-B - 17両編成[6]。
  - CR400BF-C - ATO付き寒冷地スマート仕様。
  - CR400BF-G - 寒冷地仕様。
  - CR400BF-Z - スマート仕様。
  - CR400BF-AZ - 16両編成スマート仕様。
  - CR400BF-BZ - 17両編成スマート仕様。
  - CR400BF-GZ - 寒冷地スマート仕様。
  - CR400BF-S - 技術向上型スマート仕様。
  - CR400BF-AS - 16両編成技術向上型スマート仕様，特別一等席付き。
  - CR400BF-BS - 17両編成技術向上型スマート仕様，特別一等席付き。
  - CR400BF-GS - 技術向上型,寒冷地スマート仕様。
- CR300AF - 最高速度250km/h対応、8両編成。生産は青島四方機車車輛・青島四方ボンバルディア鉄路運輸設備（中国語版）[7]。
- CR300BF - 最高速度250km/h対応、8両編成。生産は長春軌道客車・唐山軌道客車[7]。
- CR200J - 9両(短)18両(長)編成(うち1両(短)または2両(長)は動力車)。生産は唐山軌道客車など。客車8両の編成は座席車で、16両の編成は主に寝台車で構成される。

国産技術で高速鉄道車両を開発しようと開発されたDJJ2型（中華之星）はトラブルが頻発し、最高速度も 160 km/h にとどまった。その後の方針転換で、海外からの技術移転で自国の高速鉄道車両を開発することに軸足を移すことになるが、海外技術で製造した車両を中国国産と称している所に問題点も多くあり、海外メーカーはその技術トラブルに責任を負わなければならない面も生じる。
CRH4は現在欠番である。将来中国で独自開発される予定の高速車両のために空けている説と、「4」は中国語も日本語と同様に「死」の発音によく似ているため、縁起が悪いとして空けている説がある。復興号のうち最高速度が400km/hとなっている車両は形式として「CR400」が採用されている。

## 重大事故
2011年7月23日午後8時半過ぎに、中国東部の浙江省温州市の高架橋の上で落雷により停車中の高速列車D3115号 (CRH1B) に後続のD301号 (CRH2E) が追突し、D3115号の後尾2両とD301号の先頭4両が脱線、うち2両が橋梁より落下し複数名の死傷者を出す事故を起こした。

## 引用及び注釈
1. ↑  中国の高速鉄道の営業距離「4万8000キロ」を突破 15年で6倍超に急拡大、2030年に6万キロ目指す (2025年7月29日) https://news.yahoo.co.jp/articles/fe95fc7a6ab302eb6bb8003c51881bb935d052b3
2. ↑  国家铁路局：2024年1—12月份全国铁路客货运量均创历史同期新高. 国家铁路局. 2025-01-16
3. ↑  严冰. 中国高铁的成功密码. 新华网. 2024-09-20
4. ↑  “2010年の「世界最速」、スパコンと列車はともに中国製―米メディア”. エキサイトニュース. (2011年1月1日) 2018年7月10日閲覧。
5. ↑  “中国で高速鉄道「復興号」デビュー　習近平主席のスローガンから命名、党大会控え「核心」に求心力”. 産経新聞. (2017年6月27日) 2018年7月5日閲覧。
6. 1 2  探营复兴号新型动车组：色彩谱系更丰富，超长列车拟下月投用 2018年12月24日作成 2018年12月28日閲覧
7. 1 2  时速250公里“复兴号”中国标准动车组通过铁路总公司设计方案评审2018年4月16日作成 2018年11月2日閲覧
8. ↑  多款国产高铁列车因历任铁道部长理念不同夭折 Archived 2011年8月10日, at the Wayback Machine.
9. ↑  三浦幹男、秋山芳弘 『世界の高速列車（地球の歩き方）』ダイヤモンド社。ただし、「4」と「死」は声調が異なる。